# (9860) Archaeopteryx
(9860) Archaeopteryx ist ein Asteroid des äußeren Hauptgürtels, der am 6. August 1991 von dem belgischen Astronomen Eric Walter Elst am La-Silla-Observatorium der Europäischen Südsternwarte in Chile (IAU-Code 809) entdeckt wurde.
Der Asteroid gehört zur Veritas-Familie, einer Gruppe von Asteroiden, die nach (490) Veritas benannt ist und vermutlich vor 8,3 (± 0,5) Millionen Jahren durch das Auseinanderbrechen eines 150 km durchmessenden Asteroiden entstanden ist. Die zeitlosen (nichtoskulierenden) Bahnelemente von (9860) Archaeopteryx sind fast identisch mit denjenigen der beiden kleineren, wenn man von der Absoluten Helligkeit von 16,4 und 16,4 gegenüber 13,4 ausgeht, Asteroiden (369180) 2008 SG196 und (391758) 2008 EP55.
Nach der SMASS-Klassifikation (Small Main-Belt Asteroid Spectroscopic Survey) wurde bei einer spektroskopischen Untersuchung von Gianluca Masi, Sergio Foglia und Richard P. Binzel bei (9860) Archaeopteryx von einer dunklen Oberfläche ausgegangen (was typische für die Veritas-Familie ist), es könnte sich also, grob gesehen, um einen C-Asteroiden handeln.
(9860) Archaeopteryx wurde am 20. November 2002 nach dem Archosaurier Archaeopteryx benannt.